# 葉山夏恋
葉山 夏恋（はやま かれん、1997年9月21日 - ）は、日本のタレント、グラビアアイドル。エンタープロモーション所属、2017年10月から2020年9月までゴールドスター所属を経て、2021年6月からスカイアイ・プロデュース所属。2020年10月に七瀬 しおんに改名し、2021年6月に江戸川しおんに改名した。

## 人物
趣味はカラオケ。へそにピアスホールが開いている。

## 作品

### イメージビデオ
- Angel Smile 15歳・JC[6]（2015年8月28日、スパイスビジュアル）
- 美少女サプリ・15歳[7][8]（2015年10月30日、スパイスビジュアル）
- じゅーしぃーJC 〜夏恋はまだまだ発育中〜[5]（2015年12月18日、メディアブランド）
- スイート＆ビター（2016年3月13日、スイート＆ビター）
- 衝動サプライズ（2016年7月29日、スパイスビジュアル）
- キューティーハート（2016年9月13日、マーレーインターナショナル）
- 究極乙女（2016年11月25日、KUDETA）
- Cream Girl（2017年2月17日、Cream）
- 究極乙女 Love Me Again!（2017年3月31日、KUDETA）
- 撰ばれてあることの 恍惚と不安と 二つ我にあり（2017年5月26日、スパイスビジュアル）
- キューティーハート 2（2017年7月23日、マーレーインターナショナル）
- Cream Girl Part2（2017年12月22日、Cream）
- POP STAR（2018年2月13日、INTEC Inc）
- Venus's dimple（2018年10月26日、REAL）
- 妄想ハネムーン（2019年1月25日、REAL）
- 夏の日の恋（2019年12月23日、High Grade）

## 出演

### オリジナルビデオ
- 白衣の天使リーサルエンジェル（2020年6月26日、ZENピクチャーズ）‐ 院長・白瀬の娘役